# Crucoli
Crucoli ist eine Gemeinde in der Provinz Crotone in der italienischen Region Kalabrien mit 2762 Einwohnern (Stand 31. Dezember 2023).
Die Nachbargemeinden sind: Cariati (CS), Scala Coeli (CS), Terravecchia (CS), Cirò und Umbriatico. Der Ort liegt im DOC-Weinanbaugebiet Cirò.